# Sant’Ambrogio
Sant’Ambrogio – stacja przesiadkowa mediolańskiego metra pomiędzy liniami M2 i M4. Znajduje się na via Carducci, w pobliżu via San Vittore w Mediolanie. Stacja M2 zlokalizowana jest pomiędzy przystankami Cadorna i Sant’Agostino, natomiast stacja M4 będzie znajdowała się między przystankami De Amicis oraz Coni Zugna. Starszą część otwarto w 1983 roku, nowszą - w 2024 roku.